# The Two Jakes
Série
Chinatown
(1974)
Pour plus de détails, voir Fiche technique et Distribution.
The Two Jakes ou Piège pour un Privé au Québec est un film américain réalisé par Jack Nicholson et sorti en 1990. C'est la suite de Chinatown réalisé par Roman Polanski et sorti en 1974, où Jack Nicholson officiait déjà dans le rôle du détective privé Jake Gittes.

## Synopsis
Le détective privé Jack Gittes s'est fait une spécialité des affaires d'adultère. Il est engagé par Jack Berman, un riche promoteur immobilier qui lui demande de surprendre sa femme Kitty et son amant en flagrant délit d'adultère. C'est alors que Berman tue l'amant de sa femme. Gittes découvre après coup que la victime était également l'associé de Berman. Accusé par la veuve du défunt d'avoir ourdi ce complot afin d'assassiner son mari en toute impunité, Gittes décide d'enquêter pour son propre compte. Rien n'est moins facile. Les pressions des avocats, l'hystérie difficilement canalisable de la veuve éplorée, la haine d'un lieutenant de police et les coups d'un gangster compliquent singulièrement la tâche du détective.

## Fiche technique
- Titre : The Two Jakes
- Titre québécois : Piège pour un Privé[1]
- Réalisation : Jack Nicholson
- Scénario : Robert Towne
- Musique : Van Dyke Parks
- Photographie : Vilmos Zsigmond
- Montage : Anne Goursaud
- Production : Robert Evans, Harold Schneider (en)
- Sociétés de production : 88 Productions et Paramount Pictures
- Société de distribution : Paramount Pictures
- Pays de production :  États-Unis
- Langue originale : anglais
- Format : Couleur - Dolby - 35 mm - 1.85:1
- Genre : policier
- Durée : 137 minutes
- Dates de sortie : 
  - États-Unis : 10 juillet 1990
  - France : 29 mai 1991

## Distribution
- Jack Nicholson (VF : Serge Sauvion) : Jake Gittes
- Harvey Keitel (VF : Daniel Russo) : Jake Berman
- Meg Tilly (VF : Rafaèle Moutier) : Kitty Berman
- Madeleine Stowe (VF : Béatrice Agenin) : Lillian Bodine
- Eli Wallach (VF : André Valmy) : Cotton Weinberger
- Ruben Blades : Mickey Nice
- Frederic Forrest (VF : Jacques Ferrière) : Chuck Newty
- Tracey Walter (VF : Jean-Pierre Leroux) : Tyrone Otley
- Joe Mantell (VF : Serge Lhorca) : Lawrence Walsh
- Perry Lopez (VF : Sady Rebbot) : le capitaine Lou Escobar
- Rebecca Broussard (en) : Gladys
- David Keith (VF : Michel Dodane) : Loach
- Richard Farnsworth : Earl Rawley
- James Hong : Kahn
- Rosie Vela (VF : Marie Vincent) : Linda
- Will Tynan (VF : Jean Berger) : le juge Dettmer
- Faye Dunaway (VF : Tania Torrens) : Evelyn Mulwray (voix)